# 杜せきのした駅
杜せきのした駅（もりせきのしたえき）は、宮城県名取市杜せきのした五丁目にある、仙台空港鉄道仙台空港線（仙台空港アクセス線）の駅。

## 歴史
- 2005年（平成17年）8月：仮称の「関下駅」から「杜せきのした駅」に正式決定。隣接する仙台市の雅称「杜の都」と駅所在地の当時の地名「増田字関下」に由来するもの。
- 2007年（平成19年）3月18日：名取駅 - 仙台空港駅間の開通と同時に開業。

## 駅構造
島式ホームを北側の片面だけ使用する1面1線の高架駅。南側のホームは柵が設置され線路はないが、将来は美田園駅のように2線に増設できるよう準備工事がすでに行われている。自動券売機、自動改札機（Suica対応）設置駅。本社が併設されている。
のりば
| 1 | 仙台空港アクセス線 | （下り） | 名取・仙台方面 |
| 1 | 仙台空港アクセス線 | （上り） | 仙台空港方面   |

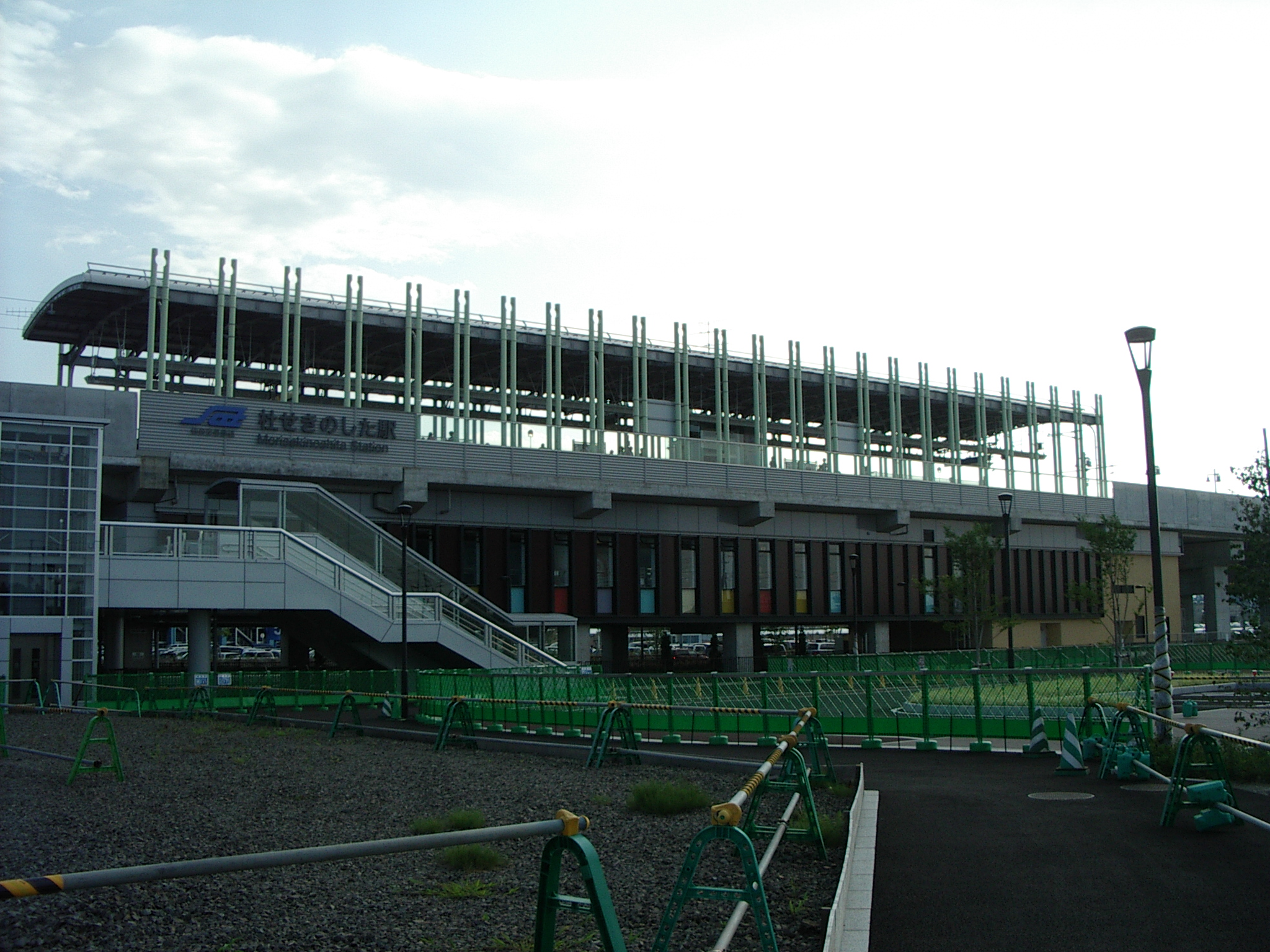
北口
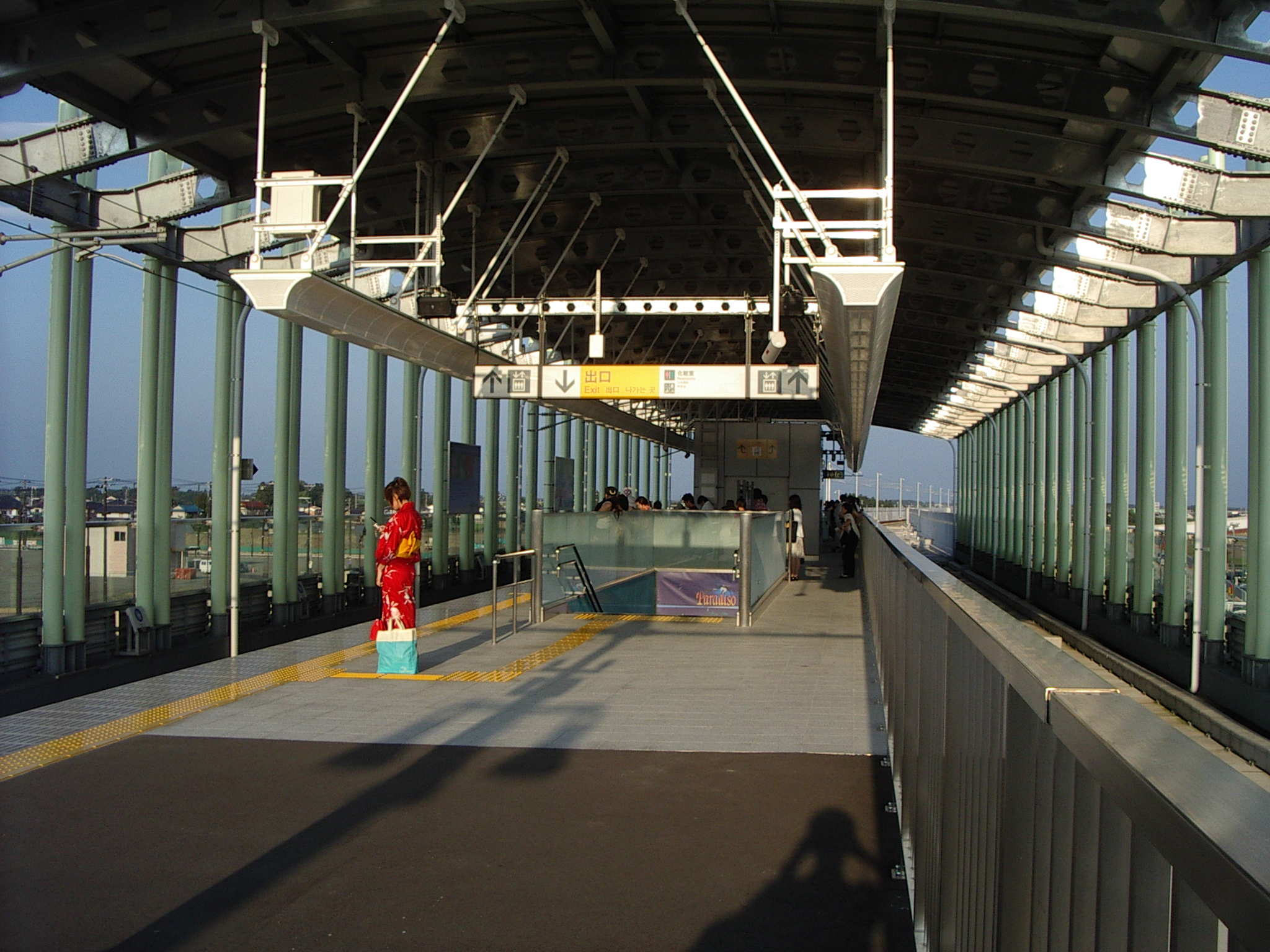
プラットホーム（柵が設置されているホーム右側は、行き違いできる準備がなされている）
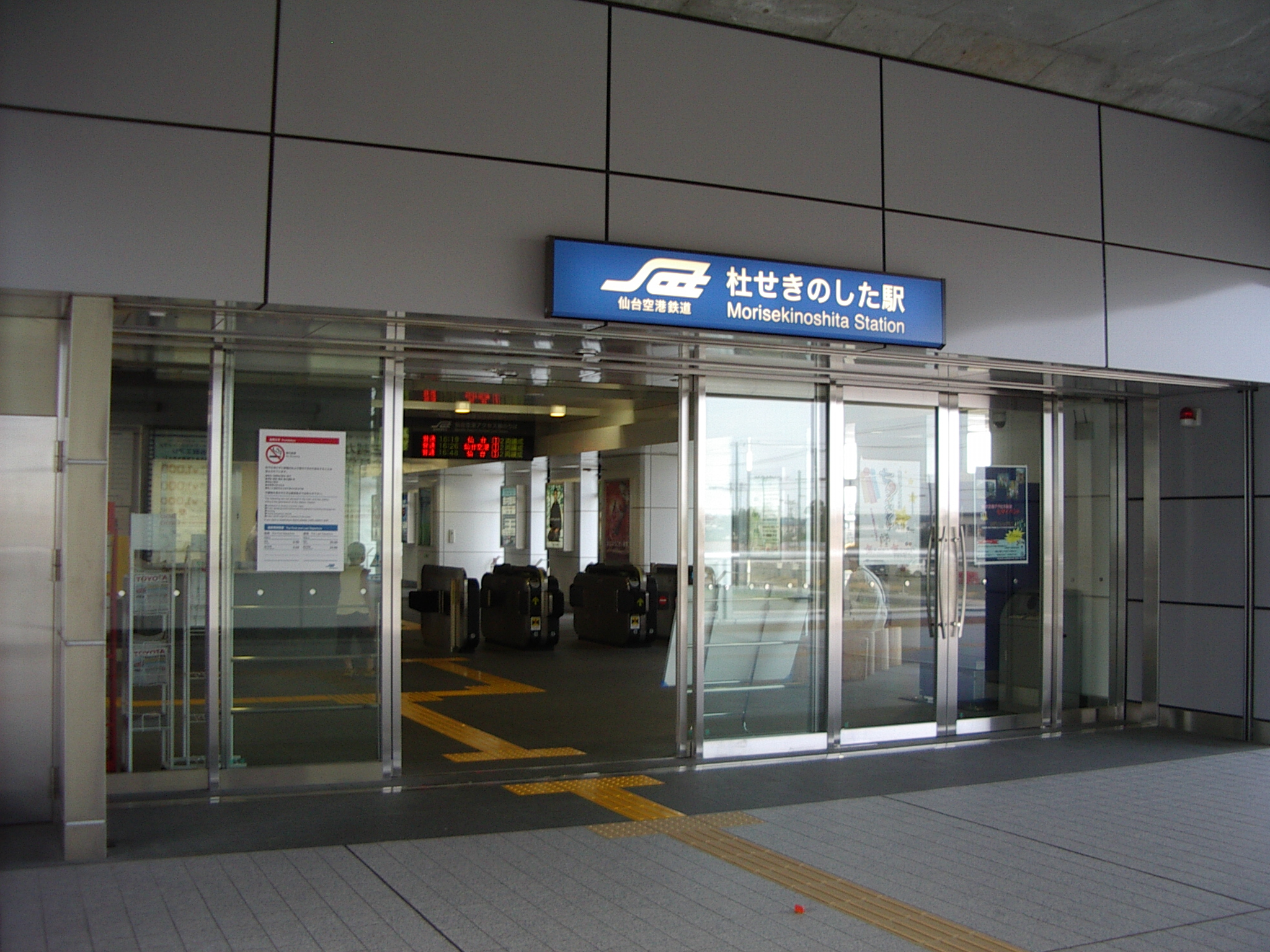
改札付近

## 利用状況
2024年度の1日平均乗降人員数は3,953人であった。
| 年度               | 一日平均乗降人員 |
| ------------------ | ---------------- |
| 2007年（平成19年） | 3,016            |
| 2008年（平成20年） | 2,580            |
| 2009年（平成21年） | 2,383            |
| 2010年（平成22年） | 2,346            |
| 2011年（平成23年） | 1,891            |
| 2012年（平成24年） | 2,743            |
| 2013年（平成25年） | 3,135            |
| 2014年（平成26年） | 3,185            |
| 2015年（平成27年） | 3,314            |
| 2016年（平成28年） | 3,387            |
| 2017年（平成29年） | 3,401            |
| 2018年（平成30年） | 3,174            |
| 2019年（令和元年） | 3,674            |
| 2020年（令和02年） | 2,625            |
| 2021年（令和03年） | 2,980            |
| 2022年（令和04年） | 3,477            |
| 2023年（令和05年） | 3,804            |
| 2024年（令和06年） | 3,953            |

## 駅周辺
大型商業施設のイオンモール名取とペデストリアンデッキで直結している。
- 国道4号・仙台バイパス（名取バイパス）
- 仙台東部道路

北口
- 名取市役所
- 名取市民体育館
- 名取市文化会館
- 仙台法務局名取出張所
- 宮城県名取北高等学校
- 名取市立増田中学校
- 七十七銀行杜せきのした支店(閖上支店)
- 東邦銀行名取支店
- ホテルルートイン名取

南口
- イオンモール名取
  - イオン銀行本店イオンモール名取店（ACSによる代理店）
  - イオンモール名取内郵便局

## 隣の駅
仙台空港鉄道
仙台空港線（■仙台空港アクセス線）
□快速
通過
■普通
美田園駅 - 杜せきのした駅 - 名取駅